# Jichișu de Jos
Jichișu de Jos est une commune de Transylvanie, en Roumanie, dans le județ de Cluj. Elle est composée des villages Jichișu de Jos, Codor, Jichișu de Sus et Șigău.